# Яковлев, Дмитрий Владимирович
Яковлев, Дмитрий Владимирович (род. 10 апреля 1949, Москва) — советский и российский учёный-горняк, специалист в области разработки месторождений полезных ископаемых и горной геофизики. Доктор технических наук, профессор. Директор Государственного НИИ горной механики и маркшейдерского дела (ВНИМИ), лауреат Премии Правительства Российской Федерации в области науки и техники.

## Биография
Выпускник кафедры «Физико-технический контроль процессов горного производства» Московского горного института (сегодня — Горный институт НИТУ «МИСиС») 1973 года.
Д. В. Яковлев свой трудовой путь начал в должности геофизика геологической партии ВГО «Союзуглегеология». После окончания аспирантуры при кафедре ФТКП в 1979 году защитил кандидатскую диссертацию, посвященную радиоволновому методу выявления нарушения угольных пластов. В 1992 году — докторскую диссертацию на тему «Физико-геологические и геотехнические основы подземной угольной геофизики». В течение ряда лет занимал различные руководящие должности в Минуглепроме СССР и одновременно преподавал в Московском горном институте.
В 1994 году возглавил Государственный научно-исследовательский институт горной геомеханики и маркшейдерского дела — межотраслевой научный центр (ВНИМИ). Является членом Научного совета РАН по проблемам горных наук, председателем Северо-Западного отделения Академии горных наук, вице- президентом Ассоциации инженерной геофизики при МГУ им. М. В. Ломоносова.

## Научная и педагогическая деятельность
Д. В. Яковлев — известный специалист в области разработки месторождений полезных ископаемых и горной геофизики. Его научные интересы связаны с разработкой методов разведочной и шахтной геофизики, изучением структуры, свойств и состояния горных пород, а также геодинамических процессов в земной коре, обоснованием принципов построения систем геомеханического мониторинга геосреды на основе комплексирования геолого-геофизических, геомеханических и маркшейдерских исследований.
Д. В. Яковлев создал научное направление системных геолого-геофизических исследований массива горных пород с использованием нелинейных динамических моделей.
Он является автором более 170 научных работ, в том числе двух монографий, патентов на изобретения.

## Признание
- Лауреат премии Правительства РФ в области науки и техники за работу «Разработка и внедрение технологических методов управления геомеханическими процессами при комплексном освоении недр» (1999 год).
- Награждён орденом Почёта, почётными знаками «Шахтёрская слава» трех степеней.
- Заслуженный шахтёр Российской Федерации.
- Благодарность Президента Российской Федерации (2017)[1].